# Зауэр, Карл Ортвин
Карл Ортвин За́уэр (англ. Carl Ortwin Sauer; 24 декабря 1889, Уоррентон, штат Миссури — 18 июля 1975, Беркли) — американский географ, основатель современной культурной географии. Видный географ XX века.
Доктор философии (1915), эмерит-профессор Калифорнийского университета в Беркли, где более тридцати лет заведовал кафедрой географии.

## Биография
Родился в небольшом городе Уоррентон (штат Миссури) в семье немецкого происхождения.
Учился в Чикагском университете, где в 1915 году защитил докторскую диссертацию. Затем в 1915–1923 гг. преподавал в Мичиганском университете, пройдя путь от инструктора до фул-профессора.
С 1923 по 1954 год завкафедрой географии Калифорнийского университета в Беркли, а с 1957 года почётный профессор.
В 1940 году избран президентом Ассоциации американских географов.
Многосторонний учёный, интересовавшийся физической географией, антропологией, историей, археологией и социологией. Являлся сторонником единой географической науки — так как культура людей в её пространственном разнообразии вплотную переплетена с природным разнообразием.
Проанализировав итоги исследований территориальных различий культуры и хозяйственного уклада племен американских индейцев, Зауер сделал вывод, что хозяйственное освоение территорий с разрушением традиционных экономик доводит до деградации культурного разнообразия.
Взгляды Карла Зауера на географию были очень близки к хорологии и французской школе географии человека. В отрицании позитивизма и дискриптивном подходе к исследованию был близок Ричард Хартсхорн.
Опубликовал более двадцати книг и монографий и огромное количество статей. Значительная часть посвящена описанию разных регионов и племён Америки, формированию местных культур и истории колонизации континентов европейцами.
В 1925 году вышел основной теоретический труд К. Зауера — The Morphology of Landscape (Морфология ландшафта). В оном введено понятие «культурный ландшафт» — как пространственное отражение накопленной эволюции культур в определенной местности, своеобразная проекция культур на природный ландшафт. Данную концепцию Зауер противопоставлял географическому детерминизму.

## Сочинения
- Foreword to historical geography // Annals of the Association of American Geographers. 1941. Vol. 31;
- Agricultural origins and dispersals. N. Y., 1952;
- The early Spanish main. Berk., 1966.
- Land and Life: A Selection from the Writings of Carl Ortwin Sauer https://books.google.ru/books?id=TTgcNrf9eYYC